# Wolfgang Emanuel Schmidt
Wolfgang Emanuel Schmidt (* 18. Dezember 1971 in Freiburg im Breisgau) ist ein deutscher Cellist und Hochschulprofessor.

## Leben
Wolfgang Emanuel Schmidt konnte während seines Studiums bei David Geringas an der Musikhochschule Lübeck und bei Aldo Parisot an der New Yorker Juilliard School durch Wettbewerbspreise auf sich aufmerksam machen: So verlieh ihm beim Internationalen Rostropowitsch-Wettbewerb die Jury unter dem Vorsitz von Mstislaw Rostropowitsch den Grand Prix de la Ville de Paris und zusätzlich den Preis für zeitgenössische Musik. Zudem gewann er den Preis des Deutschen Musikwettbewerbs in Bonn und den 1. Preis beim International Australasian Cello Competition in Neuseeland. Er ist Preisträger des Internationalen Tschaikowsky-Wettbewerbs in Moskau sowie der International Leonard Rose Cello Competition in den USA.
Seitdem konzertierte Wolfgang Emanuel Schmidt in Europa, Russland und den USA als Solist mit dem Gewandhausorchester Leipzig, dem Rundfunk-Sinfonieorchester Berlin, dem Deutschen Symphonie-Orchester Berlin, der Radiophilharmonie des NDR, dem Philharmonischen Staatsorchester Hamburg, der Sinfonia Varsovia, dem Orchestre Philharmonique de Radio France, dem Tokyo Symphony Orchestra, den Rundfunkorchestern von Prag und Ljubljana, den Baltimore und Houston Symphony Orchestras sowie dem Saint Paul Chamber Orchestra und der Philharmonia Prag unter den Dirigenten Marek Janowski, Donald Runnicles, Charles Dutoit, Rafael Frühbeck de Burgos, Yutaka Sado, Hugh Wolff, Jiří Bělohlávek, Vassili Sinaiski, Gerd Albrecht, Andrey Boreyko, Eivind Gullberg Jensen, Gabriel Feltz, Michael Sanderling, Nicholas Milton, Markus Poschner und Fabrice Bollon.
Ebenso war er Gast bei den Ludwigsburger Schlossfestspielen, beim Rheingau Musik Festival und beim Schleswig-Holstein Musikfestival, wo er zusammen mit Christoph Eschenbach konzertierte.
Intensiv widmet sich Wolfgang Emanuel Schmidt auch der Kammermusik, wo er mit Lang Lang, Emanuel Ax, Gil Shaham, Isabelle Faust, Nikolaj Znaider, Leonidas Kavakos, Kyoko Takezawa, Miriam Fried, Edgar Meyer und David Shifrin auftrat. Zudem war er Mitglied der Chamber Music Society of Lincoln Center in New York und bildet mit Jens Peter Maintz das Cello-Duo „Cello Duello“.
Konzerte führten ihn in die Berliner Philharmonie, in die Alte Oper Frankfurt, in die Philharmonie am Gasteig und den Herkulessaal München, ins Kennedy Center Washington, in die Carnegie Hall sowie die Alice Tully Hall in New York, ins Théâtre du Châtelet und Théâtre des Champs-Élysées in Paris, die Wigmore Hall London, das Mariinski-Theater St. Petersburg, Prags Rudolfinum sowie Tokyos Suntory Hall.
Im September 2001 erschien bei Sony Classical seine CD French Impressions, im September 2004 folgte ebenfalls bei Sony Classical seine Einspielung der Cellokonzerte von Sergei Prokofiev sowie 2008 seine Einspielung der Cellokonzerte von Schumann und Elgar bei Sony Classical. Beim Label Capriccio erschien zudem seine Aufnahme von Blochs Voice in the Wilderness mit dem Rundfunk-Sinfonieorchester Berlin.
Als Chefdirigent des von ihm gegründeten Kammerorchesters Metamorphosen Berlin nahm er zwei CDs für Sony Classical auf mit Werken von Dvořák, Suk und Tschaikowsky.
Wolfgang Emanuel Schmidt wurde 2013 mit dem Preis der Deutschen Schallplattenkritik und dem Diapason d’or für seine Einspielung des Klavierquartetts von Carl Maria von Weber (mit Isabelle Faust, Boris Faust und Alexander Melnikov) ausgezeichnet.
Wolfgang Emanuel Schmidt spielt auf einem Violoncello von Matteo Gofriller aus dem ehemaligen Besitz von Hugo Becker.
Neben seiner Konzerttätigkeit als Solist konzertiert er zunehmend auch als Dirigent. Einladungen führten ihn zum Kammerorchester der Deutschen Oper Berlin, zur Staatskapelle St. Petersburg, zum INSO Lviv, zum Christchurch Symphony Orchestra, zur Nordwestdeutschen Philharmonie, zur Württembergischen Philharmonie und zum Südwestdeutschen Kammerorchester. Gastdirigate führten ihn in die Schweiz, nach Polen und nach Spanien.
Als Chefdirigent von Metamorphosen Berlin leitete er das Ensemble bei Konzerten in Deutschland, Spanien und der Schweiz sowie bei Konzerten im Konzerthaus Berlin, wo das Ensemble mit einer eigenen Reihe ein künstlerisches Zuhause gefunden hat.
Wolfgang Emanuel Schmidt lehrt seit 2009 als Professor an der Hochschule für Musik Franz Liszt Weimar, der Universität der Künste Berlin sowie an der Kronberg Academy.